# Eleonora av Kastilien (1202–1244)
Eleonora av Kastilien, född 1202, död 1244, var en drottning av Aragonien; gift 1221 med kung Jakob I av Aragonien.

## Biografi
Äktenskapet ingicks av diplomatiska skäl och var olyckligt. Skälen till olyckan är okända, även om det finns teorier om att det var på grund av Eleonoras intresse för sin hovman Elo Alvarez. 
1225 reste Eleonora på besök hem till sin brors hov i Kastilien, och återvände därefter inte till Aragonien. Jakob gav henne inkomster från hennes förläning i Aragonien, men krävde att hon skulle låta dem styras av aragonier, något hon vägrade. Äktenskapet ogiltigförklarades 1229 på grund av släktskap på makens begäran. 
Eleonora levde vid det kastilianska hovet fram till 1234, varefter hon bosatte sig i ett kloster. 